# Tramlink ruta 1
Tramlink ruta 1 és una de les tres rutes de la xarxa de Tramlink al sud de Londres. La ruta és operada per FirstGroup en nom de Transport for London (TfL).